# Monaeses fuscus
Monaeses fuscus är en spindelart som beskrevs av Ansie S. Dippenaar-Schoeman 1984. Monaeses fuscus ingår i släktet Monaeses och familjen krabbspindlar. Inga underarter finns listade i Catalogue of Life.